# Кольясо, Уильям
Уильям Кольясо Гутьеррес (исп. William Collazo Gutiérrez; род. 31 августа 1986, Гавана) — кубинский легкоатлет, специалист по бегу на короткие дистанции. Выступал за сборную Кубы по лёгкой атлетике в 2005—2017 годах, серебряный призёр чемпионата мира в помещении, чемпион Панамериканских игр, Центральноамериканских и Карибских игр, победитель иберо-американского чемпионата, чемпионата Центральной Америки и Карибского бассейна, участник трёх летних Олимпийских игр.

## Биография
Уильям Кольясо родился 31 августа 1986 года в Гаване, Куба.
Впервые заявил о себе на международном уровне в сезоне 2005 года, когда в составе кубинской сборной выступил на домашних ALBA Games в Гаване, где финишировал четвёртым в беге на 200 метров, а также завоевал золотые награды в беге на 400 метров и эстафете 4 × 400 метров. Позднее на центральноамериканском и карибском чемпионате в Нассау стал восьмым в дисциплине 400 метров и выиграл бронзовую медаль в зачёте эстафеты 4 × 400 метров.
В 2006 году в 400-метровом беге взял бронзу на молодёжном первенстве Северной Америки, Центральной Америки и Карибского бассейна в Санто-Доминго, финишировал седьмым на Центральноамериканских и Карибских играх в Картахене.
На ALBA Games 2007 года в Каракасе одержал победу в обеих своих дисциплинах, беге на 400 метров и эстафете 4 × 400 метров, стартовал на Панамериканских играх в Рио-де-Жанейро и на чемпионате мира в Осаке.
В 2008 году в эстафете 4 × 400 метров отметился победами на иберо-американском чемпионате в Икике и на центральноамериканском и карибском чемпионате в Кали. Благодаря череде успешных выступлений удостоился права защищать честь страны на летних Олимпийских играх в Пекине — в программе 400 метров остановился на стадии полуфиналов, тогда как в эстафете 4 × 400 метров не преодолел предварительный квалификационный этап.
В 2009 году был лучшим на ALBA Games, на центральноамериканском и карибском чемпионате в Гаване, дошёл до полуфинала на чемпионате мира в Берлине, установив при этом свой личный рекорд в беге на 400 метров на открытом стадионе — 44,93.
В 2010 году с личным рекордом 46,31 выиграл серебряную медаль на чемпионате мира в помещении в Дохе, уступив в финале только багамцу Крису Брауну. Помимо этого, получил серебро и золото на иберо-американском чемпионате в Сан-Фернандо, в беге на 400 метров и эстафете 4 × 400 метров соответственно.
В 2011 году дошёл до полуфинала на чемпионате мира в Тэгу. На Панамериканских играх в Гвадалахаре стал четвёртым в индивидуальном беге на 400 метров и вместе с соотечественниками выиграл эстафету 4 × 400 метров.
На иберо-американском чемпионате 2012 года в Баркисимето стал серебряным призёром в дисциплине 400 метров, победил в эстафете 4 × 400 метров. На Олимпийских играх в Лондоне в эстафете 4 × 400 метров кубинцы благополучно преодолели предварительный квалификационный этап, но в финале сошли с дистанции.
В 2014 году Кольясо выступил на впервые проводившемся чемпионате мира по легкоатлетическим эстафетам в Нассау, где в эстафете 4 × 400 метров со своей командой занял пятое место. На Центральноамериканских и Карибских играх в Веракрусе в той же дисциплине одержал победу.
В 2015 году в эстафете 4 × 400 метров закрыл десятку сильнейших на эстафетном чемпионате мира в Нассау, стал серебряным призёром на Панамериканских играх в Торонто, завоевал бронзовую награду на чемпионате Северной Америки, Центральной Америки и Карибского бассейна в Сан-Хосе, показал седьмой результат на чемпионате мира в Пекине.
На иберо-американском чемпионате 2016 года в Рио-де-Жанейро был седьмым в беге на 400 метров, в то время как в эстафете 4 × 400 метров их команду дисквалифицировали. Принимал участие в Олимпийских играх в Рио-де-Жанейро — в программе эстафеты 4 × 400 метров занял итоговое шестое место.
В 2017 году в эстафете 4 × 400 метров был пятым на чемпионате мира по эстафетам в Нассау и шестым на чемпионате мира в Лондоне. По окончании сезона завершил спортивную карьеру.